# Miguel Benasayag
Miguel Benasayag (Buenos Aires, 4 giugno 1953) è un filosofo, psicanalista ed ex guerrigliero argentino naturalizzato francese.

## Biografia
Miguel Benasayag è nato in Argentina, dove ha studiato medicina e nello stesso tempo ha militato nella guerriglia guevarista nelle file dell'ERP (Esercito Rivoluzionario del Popolo). Arrestato tre volte, venne torturato e passò quattro anni in prigione. A seguito dell'assassinio da parte della giunta militare di due religiosi francesi, la stessa giunta acconsentì a liberare i prigionieri francesi. Benasayag, grazie alla sua doppia nazionalità franco-argentina (la madre, ebrea francese, aveva lasciato la Francia nel 1939), poté beneficiare della liberazione ed approdò così in Francia nel 1978, paese ch'egli non conosceva ancora.
In Francia continuò per un periodo la sua attività di militante della guerriglia argentina. Richiamandosi alla corrente dell'anti-psichiatria e alla psicanalisi esistenzialista, comincia la sua attività clinica e di ricercatore. Nel 1987, presentò una tesi in scienze umane cliniche sotto la guida del filosofo e sociologo Pierre Ansart, presso l'Università di Parigi VII, ispirata alle sue esperienze nelle prigioni politiche del regime argentino. Ottiene nel 2001 una "HDR", un'abilitazione a dirigere ricerche a Montpellier in antropologia e sociologia (con una ricerca centrata sull'irruzione dell'incertezza nelle scienze dure e nelle scienze umane). Ottiene anche un master in biologia e lavora per anni nell'ambito della neurofisiologia, collaborando anche con il biologo e epistemologo cileno Francisco Varela.
Dirige in Argentina i "laboratorios sociales" e dal 2008 il laboratorio di biologia teorica Campo Biologico a Buenos Aires. Dal 2010 ha iniziato una collaborazione con la cooperativa sociale "Lavaca" a Buenos Aires.
Intorno alla metà degli anni '80 fonda, insieme ad altre personalità, il collettivo Malgré Tout, di orientamento libertario e tuttora attivo. Contribuisce a scrivere il "Manifesto della Rete di resistenza alternativa" ("Manifeste du Réseau de résistance alternative") nel 1999. Nel 2020, il Collettivo pubblica con la casa di edizione italiana Notteetempo il Piccolo manifesto in tempi di pandemia. Il "Collectif Malgré Tout" organizza un seminario mensile intitolato "Comprendre et agir dans la complexité" (Comprendere e agire nella complessità).
Ha partecipato all'Università popolare de la "Cité des 4000", a "la Courneuve" in Île-de-France, ed a quella di Ris Orangis. Dal 2003 al 2007 ha collaborato alla ricerca sull'esperienza del bus metadone dell'ONG francese "Médecins du monde". Oggi vive a Parigi, dove si è occupato per anni di problemi dell'infanzia e dell'adolescenza e della sua attività di ricerca. Continua il suo lavoro di psicanalista e ricercatore nell'interfaccia tra epistemologia e biologia, portando un interesse particolare ai cambiamenti dovuti alla rivoluzione digitale ed all'emergenza dei dispositivi di "IA". È autore di diverse opere, molte delle quali tradotte in italiano.
Dal 2020, dirige il laboratorio Organismi ed artefatti: trasformazioni all'interno del campo biologico ed antropologico del master di estetiche latino-americane contemporanee dell'Università nazionale di Avellaneda in Argentina.

## Opere tradotte o pubblicate in italiano
- Il mito dell'individuo, Milano, MC editrice, 2002.
- Contropotere (scritto con Diego Sztulwark), Eleuthera, 2002.
- L'epoca della passioni tristi (scritto con Gérard Schmit), Milano, Feltrinelli, 2004.
- Resistere è creare (scritto con Florence Aubenas), Milano, MC editrice, 2004.
- Per una nuova radicalità (scritto con Dardo Scavino), Milano, Il Saggiatore, 2004.
- Malgrado tutto, Napoli, Filema, 2005.
- Contro il niente. L'ABC dell'impegno, Milano, Feltrinelli, 2005.
- Il mio Ernesto Che Guevara. Attualità del guevarismo, Trento, Centro Studi Erickson, 2006.
- Elogio del conflitto (scritto con Angélique del Rey), Milano, Feltrinelli 2007.
- La salute ad ogni costo. Medicina e biopotere, Milano, Vita e Pensiero, 2010.
- C'è una vita prima della morte? (scritto con Riccardo Mazzeo), Trento, Centro Studi Erickson, 2015.
- Il cervello aumentato, l'uomo diminuito, Trento, Centro Studi Erickson, 2016.
- Oltre le passioni tristi: Dalla solitudine contemporanea alla creazione condivisa, Milano, Feltrinelli, 2016.
- Funzionare o esistere?, Milano, Vita e Pensiero, 2019.
- La tirannia dell'algoritmo, Milano, Vita e Pensiero, 2020.
- Cinque lezioni di complessità (con Teodoro Cohen), Milano, Fondazione Giangiacomo Feltrinelli, 2020.
- La singolarità del vivente, Milano, Jaca Book, 2021.
- Il ritorno dall'esilio (con Bastien Cany), Milano, Vita e Pensiero, 2022.
- Corpi viventi. Pensare e agire contro la catastrofe (con Bastien Cany), Milano, Feltrinelli, 2022.
- Malgrado tutto. Percorsi di vita, Milano, Jaca Book, 2022.
- Del dialogo nella complessità (con Teodoro Cohen), Lecce, PensaMultimedia, 2022.
- L'epoca dell'intranquillità. Lettera alle nuove generazioni (con Teodoro Cohen), Milano, Vita e Pensiero, 2023.
- ChatGPT non pensa (e il cervello neppure) (con Ariel Pennisi), Milano, Jaca Book, 2024.
- Controffensiva: Agire e resistere nell'epoca della complessità (con Bastien Cany), Milano, Feltrinelli, 2025.